# 一江山岛
一江山岛是兩个位于中华人民共和国浙江省台州市椒江区的岛屿，面积达1.24平方公里，分为南一江山岛和北一江山岛，两岛间隔有一江，故名。是一江山岛战役的战场所在地，岛上现坐落有一江山岛战役遗址，号称为中国“国内目前保存最完整的现代战争遗址”。2019年10月16日，入选第八批全国重点文物保护单位。

## 历史

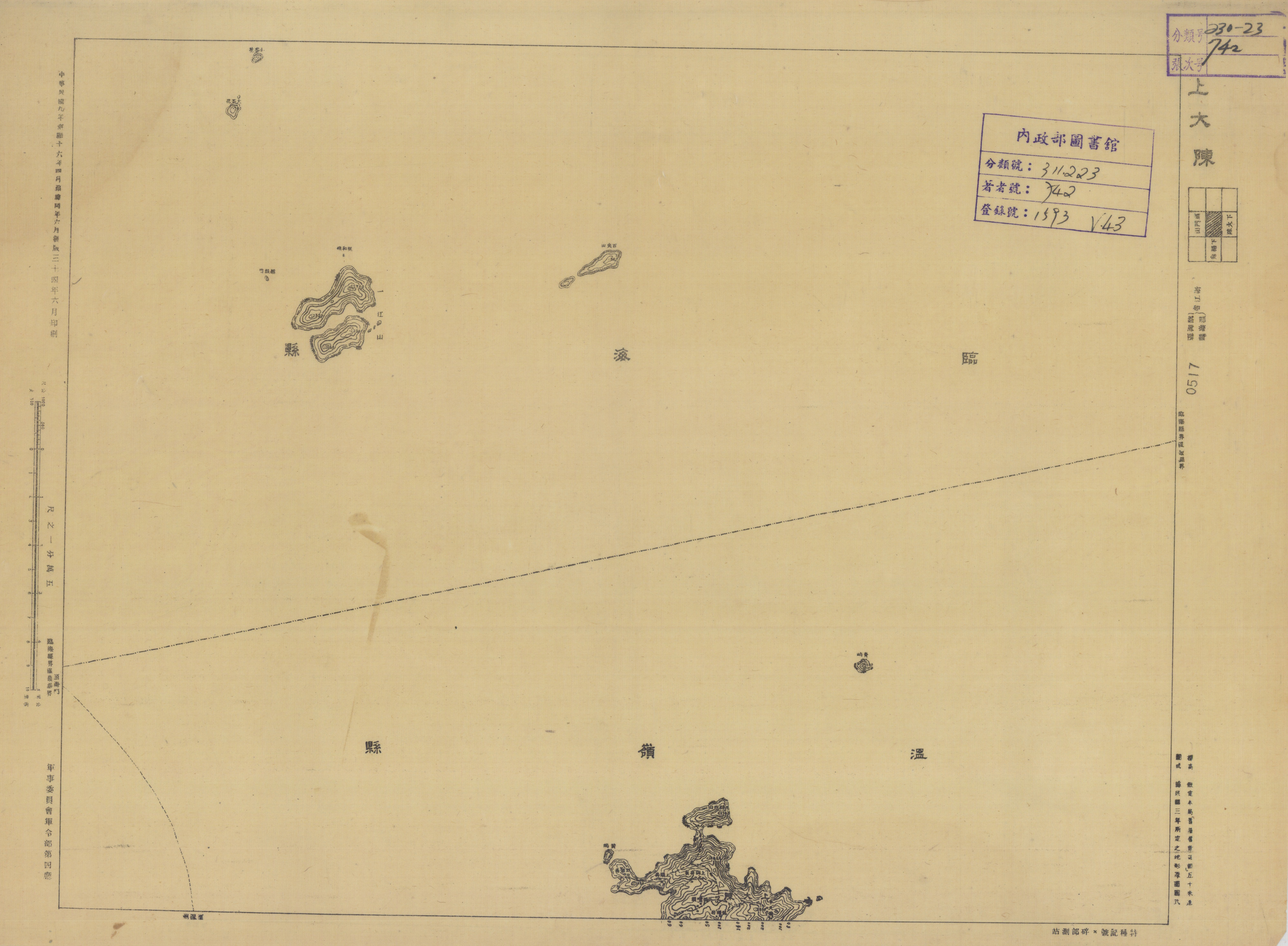
大陳島（右下）與一江山島（左上）相對位置地圖

### 一江山岛战役

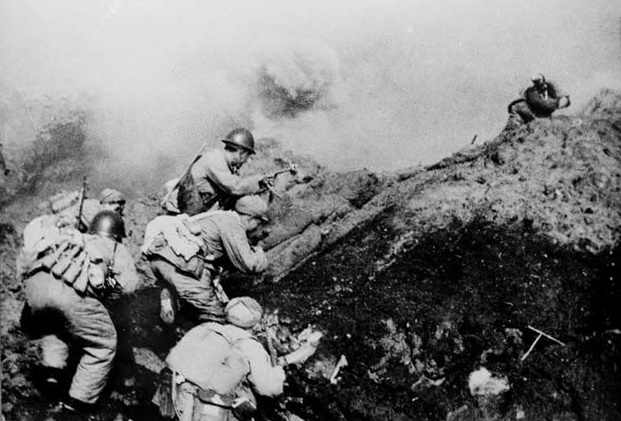
解放军登陆突击部队向一江山岛的制高点203高地进攻

1949年之后，在第二次国共内战中，中国共产党领导的解放军逐渐在战场上占据优势。1954年，双方在东南沿海地区展开大量空战。11月，解放军轰炸了中华民国国军所驻的大陈岛和一江山岛，投下16,000余枚炮弹，把地削平了3米多。在战争中，一江山岛是军事要地，也是大陈岛的门户。中华民国方面认为“大陈是台湾的‘北大门’，一江山是大陈的‘门闩’”:3。1953年8月，蒋中正派出中华民国国军陆军第四十六师防守大陈岛，刘廉一任大陈防卫司令部司令官。江浙反共救国军则驻守在包括一江山岛在内的周边一些岛屿上。1954年10月，王生明担任一江山地区司令，指挥突击第四大队、第二大队第四中队和炮兵第一中队。一江山岛战役前，王生明决定死守一江山岛。解放军方面，1954年8月，张爱萍担任浙东前线指挥部司令员兼政治委员，并负责组织指挥大陈列岛战役。解放军内部经过长期的研究讨论，最终由张爱萍拍板决定，先进攻一江山岛:1-3。

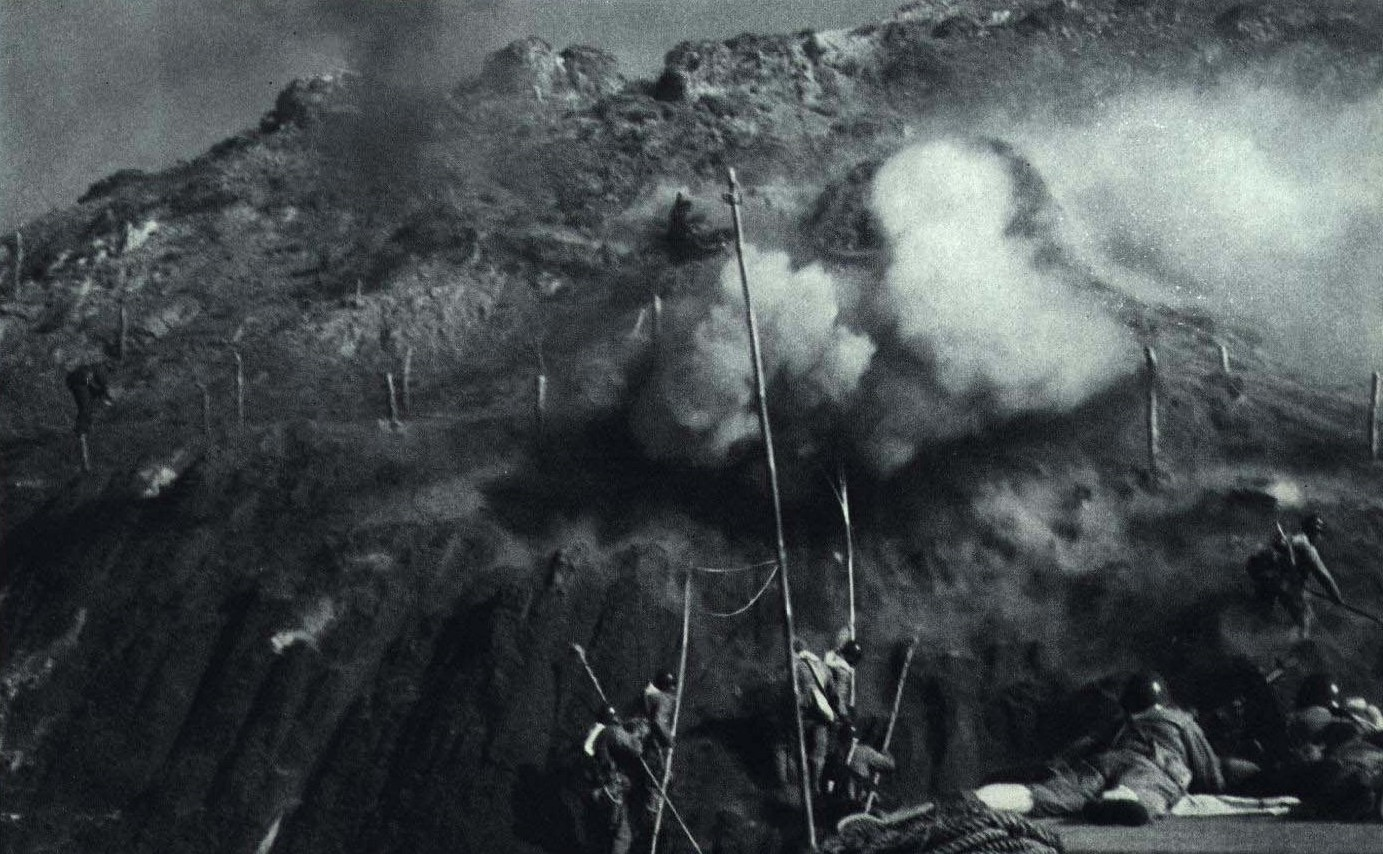
《人民画报》上刊登的一江山岛战役图片

一江山岛战役于1955年1月18日由中国人民解放军发动。下午2时29分，解放军开始分三路进攻一江山岛。解放军20军60师178团2营首先登上一江山岛的乐清礁，突破国军的堑壕。至下午5时30分，除少数国军投降外，包括王生明在内的千余人国军阵亡，解放军占领全岛，一江山岛战役结束。一江山岛战役是中国人民解放军首次海、陆、空三军合成作战的战役:4，被称为“中国的诺曼底登陆战”。失去一江山岛这个门户之后，中华民国政府经多方评估决定撤离大陈岛，从而加强守卫台澎金马。2月13日至26日，解放军陆续进驻大陈岛、渔山列岛、披山岛、南麂列岛，从而占领了浙江沿海的全部岛屿，中华民国政府仅剩下台澎金马，今日之台海局势基本形成。是年12月，毛泽东评价这次战役说：“一江山岛登陆作战，打得很好！我军首次联合作战是成功的。”:8
解放军占领一江山岛后，在岛上短暂驻军后便撤离。该岛除了渔汛期间外都非常安静，岛上的战役遗址也较好地保存了下来。

### 当代开发
2004年底，中共中央宣传部、国家旅游局公布全国红色旅游景点，其中包括解放一江山岛战役纪念地，一江山岛战役遗址便是其中的一部分。2006年，为了保护和开发一江山岛战役遗址，岛上修建了码头，耗资300万元。2008年，椒江一江山岛战役遗址开发建设指挥部成立，同时编写了《一江山岛战役纪念地保护规划》、《台州市椒江区一江山岛旅游规划》。这年开始，台州市投资4100万元，用于修复一江山岛战役遗址工程，开展国防教育。参观量一度很高，但在一段时间之后便减少；有市民认为上岛交通不便，服务设施和体验设施欠缺。针对这一问题，2014年7月，二期开发工程启动，建立了体验区、接待中心等设施。而二期工程依托的是国家发改委于同月下达的《红色旅游经典景区基础设施建设2014年中央预算内投资计划》中，一江山岛战役遗址建设项目获得的900万元中央补助。这占到浙江省红色旅游专项补助总额的75%、总投资计划的22.5%，也成为台州市单体补助最大的红色旅游项目。加上这900万元，一江山岛战役遗址的相关项目共获得国家、省两级的补助资金1530万元。2015年1月18日，一江山岛战役60周年之际，工程竣工。8月18日，椒江至一江山岛航线开通，全程一小时。

## 自然环境
一江山岛地处大陈洋内、台州湾中部，为台州湾之要塞。距椒江城区30公里，距椒江入海口外约35公里。分南一江山岛、北一江山岛两部分，两岛相距250米。地形狭窄陡峭，呈东北西南走向。:3
全岛总面积达1.21平方公里，海拔最高为130.4米，浪蚀崖高6至9米。全岛地质为火山凝灰岩，土层较厚，达30至50厘米。南北一江山岛之间隔有一江，宽约60至100米，故名为“一江山岛”。岛上生长有茅草、松树等植物以及蛇、鼠等动物。北一江山岛长2.3公里、宽0.37公里，面积约0.9平方公里，最高点海拔达130.4米，在一江山岛水道北侧。南一江山岛长1.16公里、宽0.35公里，面积约0.34平方公里，最高点海拔达93.7米，在一江山岛水道南侧。

## 遗址现状
一江山岛战役遗址号称为中国“国内目前保存最完整的现代战争遗址”，遗址由一江山岛战役遗址管理公司管理。被列入100个“全国红色旅游经典景区”之一，也是该列表内最后一个得到开放的景区。岛上保存有碉堡、暗堡、炮位、堑壕、营房、埠头等150多处，8公里战壕，以及数不胜数的弹坑弹壳。
上岛后就会进入2200平方米的入口广场，见到三棱纪念碑。岛上有游客接待中心，由冥想厅、战役史料馆、影视馆等建筑组成；有战斗体验区（东昌村军旅体验区），提供野外帐篷、野外炊具，并向游客提供真人CS对抗。岛上的203高地当年是国军的重要据点和全岛的核心阵地，也是国军一江山岛司令部的所在地，现在被改造成静思台追思纪念区。岛上还有武器陈列馆、游步道等设施。
2008年11月，一江山岛战役遗址成为椒江区文物保护单位。2011年1月7日，遗址成为浙江省文物保护单位，与解放一江山岛纪念塔合并，名称改为“一江山岛战役遗址”。2019年10月16日，入选第八批全国重点文物保护单位。